# Персона (архетип)
Маска, или Персона (Persona) — описанный К. Г. Юнгом архетип, представляющий собой социальную роль, которую человек играет, выполняя требования, обращённые к нему со стороны общества, публичное лицо личности, воспринимаемое окружающими, она скрывает уязвимые и болезненные места, слабости, недостатки, интимные подробности, а иногда и суть личности человека.
Архетип Персоны необходим для общения и взаимодействия с людьми, животными и другими живыми существами.
Маска – это функциональный комплекс, возникающий для удовлетворения потребности в адаптации или для обеспечения некоторых других удобств, но отнюдь не идентичный личности как таковой.К. Г. Юнг
Персона представляет собой маску коллективной психики. Она — компромисс между индивидуумом и социальностью. Персона выступает в качестве вторичной действительности, чисто компромиссного образования, в котором другие иногда принимают гораздо больше участия, чем он сам. Персона есть видимость, двумерная действительность,  равновесный результат взаимодействия архетипов Персон индивидуума и взаимодействующих с ним людей.
Каждый человек обладает не одной, а целой системой масок, формируемых архетипом Персоны, необходимых для исполнения всех выполняемых им социальных ролей: семейных, профессиональных, политических и т.д.
Маска может рассматриваться как граница между психикой и социальным миром, существенно различающаяся для разных частей мира, образующая интерфейсы, через которые психика  и мир взаимодействуют, обмениваясь информацией, эмоциями и энергией.
Через архетип Персоны формируются маски образов других архетипов, например, маска дурачества Трикстера.
Специальную маску для взаимодействия с жертвой формируют мошенники и манипуляторы, скрывающую их истинные интересы, намерения и цели, создающую оптимальные условия для проведения психологических манипуляций.
По мнению М. Якоби, у личности, находящейся в согласии, как со средой, так и с собственной жизнью, Маска – это всего лишь тонкая защитная оболочка, помогающая её естественным отношениям с окружающим миром. В то же время, говорит Джеймс А. Холл, неразвитая Персона делает человека очень чувствительным, он ощущает угрозу даже в обычных взаимодействиях с окружающими.
Название для архетипа Юнг взял из античного театра, где актёры называли персоной прикладываемую к лицу маску.